# Partido da Proibição
O Partido da Proibição (em inglês:  Prohibition Party), sigla: PRO) é um partido político dos Estados Unidos da América melhor conhecido por sua oposição ao consumo de bebidas alcoólicas. Fundado em 1869, o partido tem como seu atual líder é Gene Amondson, que tentou concorrer para o cargo de presidente do país em 2008.